# Apeadeiro de Castelejo

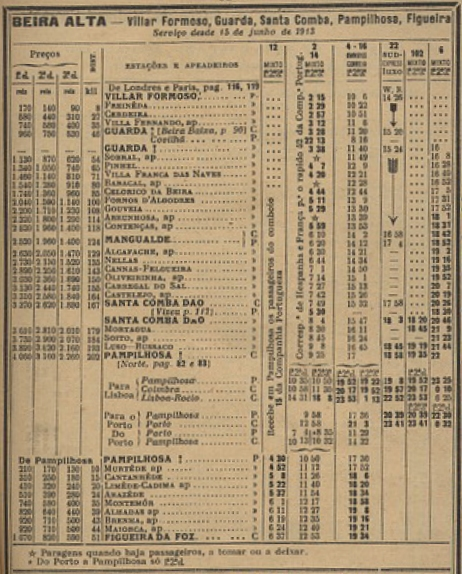
Horário da Linha da Beira Alta em 1913, incluindo o apeadeiro de Castelejo

O Apeadeiro de Castelejo é uma gare da Linha da Beira Alta, que serve a localidade de Castelejo, no Distrito de Viseu, em Portugal.

## Caracterização
Esta interface situa-se junto à localidade de Castelejo, no concelho de Santa Comba Dão. O abrigo de plataforma situa-se do lado nascente da via (lado direito do sentido ascendente, a Vilar Formoso).

## História
A Linha da Beira Alta foi inaugurada pela Companhia dos Caminhos de Ferro Portugueses da Beira Alta em 1 de Julho de 1883. Castelejo não constava entre as estações e apeadeiros existentes na linha à data de inauguração, porém, tendo este interface sido criado posteriormente, constando já dos horários de 1913.